# Sarajevo
Sarajevo (en ciríl·lic serbi: Сарајево, en llatí serbi, bosnià i croat: Sarajevo, pronunciat pels habitants com a Saràievo) és la ciutat més gran i capital de Bòsnia i Hercegovina. Abans de la guerra, l'últim padró de 1991 avaluava la població en 429.672 habitants i actualment està estimada en uns 310.000 habitants. Sarajevo ve del turc saray que significa 'palau del soldà' (té el mateix origen que serrall en català) i ova que vol dir 'camp'.
La ciutat és considerada com una de les ciutats més importants dels Balcans i la seva història és particularment rica des de la seva creació pels otomans el 1461. La ciutat va ser el lloc on varen assassinar l'arxiduc Francesc Ferran d'Àustria, que va marcar el començament de la Primera guerra mundial i més recentment va acollir els Jocs Olímpics d'Hivern de 1984 i va ser assetjada durant la Guerra de Bòsnia en els anys 1990. Sarajevo forma part del cantó de Sarajevo, un dels deu cantons de Bòsnia i Hercegovina.

## Geografia

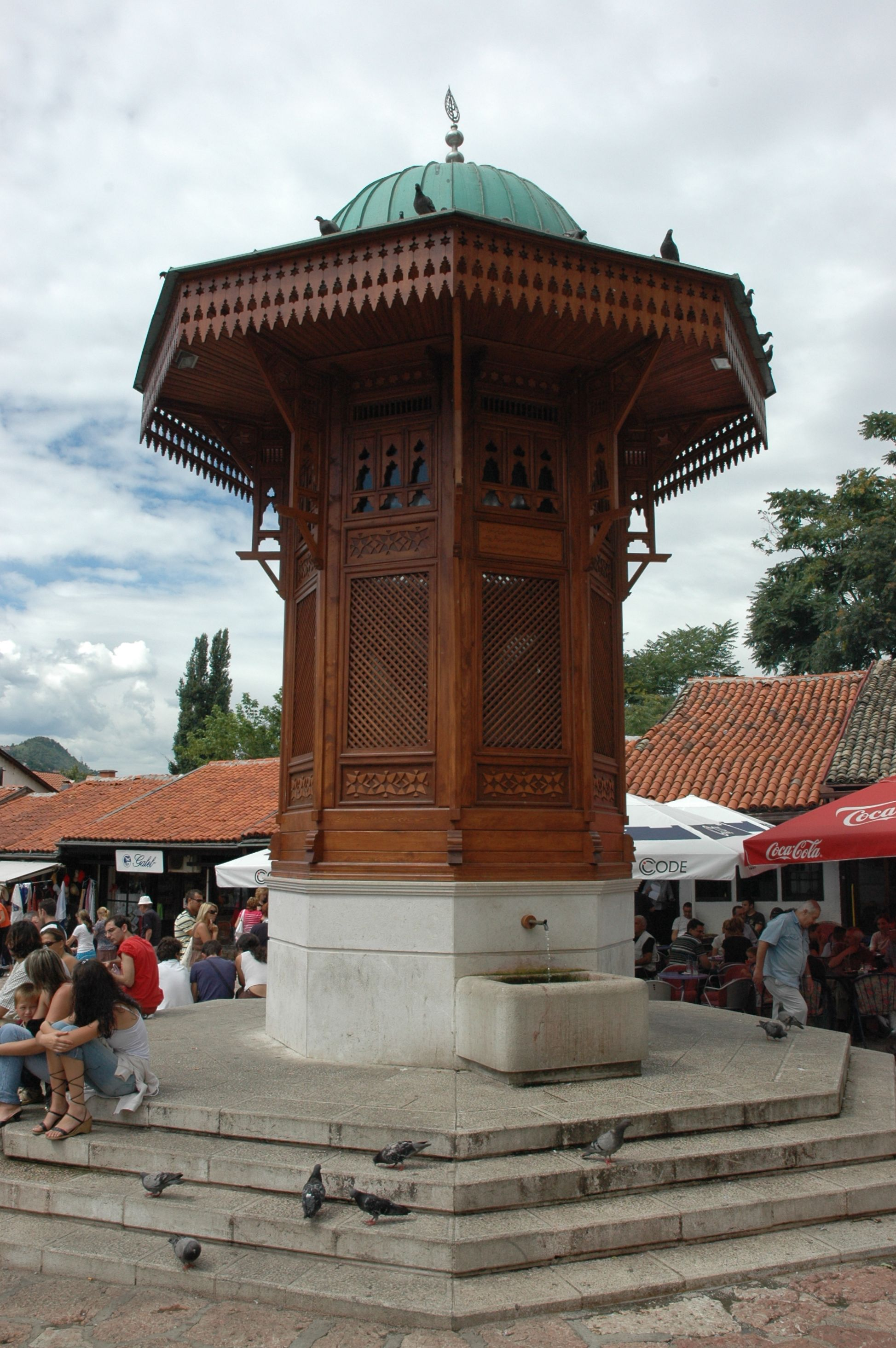
La font de Sebilj al centre de la plaça de Baščaršija

Sarajevo està situada prop del centre del triangle format per Bòsnia i Hercegovina, i cobreix una superfície de 142 km². La major part de la ciutat està construïda a la vall de Sarajevo, a una altitud mitjana de 500 m i envoltada de muntanyes.
El riu Miljacka flueix a través de la ciutat de l'est a l'oest. La font del riu Bosna pren la seva font al riu Vrelo, que es troba a la perifèria de Sarajevo, prop d'Ilidza, i és un dels espais naturals més grans del país.
La ciutat està envoltada de cinc grans muntanyes, que es van aprofitar per a celebrar els jocs olímpics d'hivern el 1984. Formen part dels Alps dinàrics, que s'estenen a través de Croàcia, Bòsnia i Hercegovina, Sèrbia i Montenegro. Les muntanyes atreuen els turistes per a les activitats d'esquí i d'excursions.
Els cims més importants són:
- Treskavica: 2.088 m, sud
- Bjelašnica: 2.067 m, sud-oest
- Jahorina: 1.913 m, sud-est
- Trebević: 1.627 m, sud-est
- Igman: 1.502 m, sud-oest

## Clima

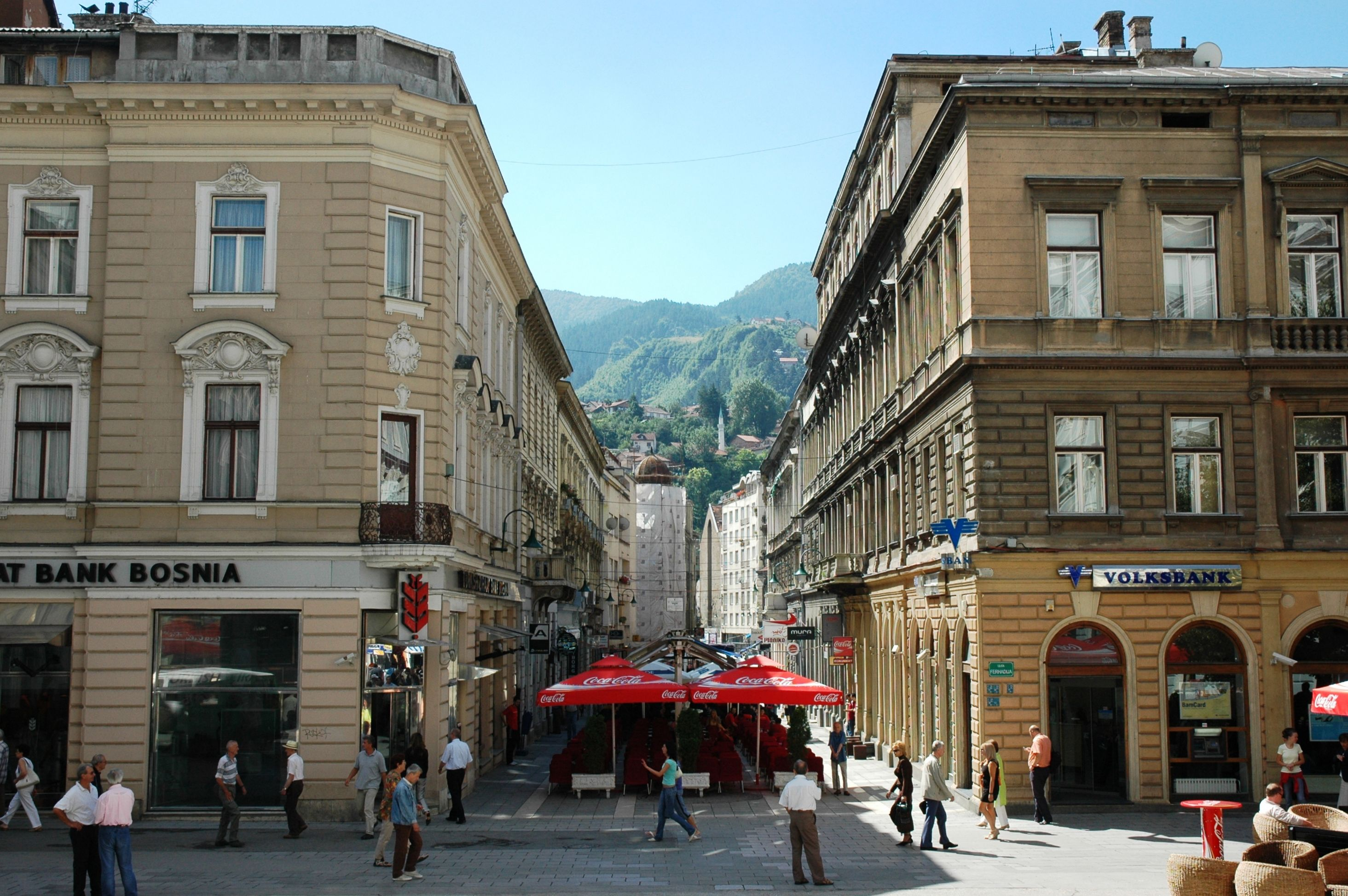
El cèntric carrer de Ferhadija

Sarajevo gaudeix d'un clima continental, situada entre les zones climàtiques de l'Europa central al nord i del Mediterrani al sud. Sarajevo coneix estius calorosos, amb temperatures de 35 °C no inhabituals i dels hiverns freds, en què la neu està garantida a conseqüència de l'altitud de la ciutat. Sarajevo té tres estacions meteorològiques situades sobre les muntanyes de Bjelasnica i Butmir i a la mateixa ciutat.
Els mesos més calorosos són el juliol, amb una temperatura mitjana de 19 °C, així com el mes d'agost, que té una temperatura mitjana de 16 °C. El mes més fred de l'any és el gener, amb una temperatura mitjana de -1 °C. La temperatura anual mitjana és de 10 °C.
Sarajevo rep més de 900 mm de precipitacions anualment. El mes més plujós és l'octubre, amb 89,4 mm. El mes de febrer és el més sec, amb 61,4 mm de precipitacions. La pressió de l'aire mitjana és de 942,3 mil·libars i és relativament constant al llarg de l'any.

## Història

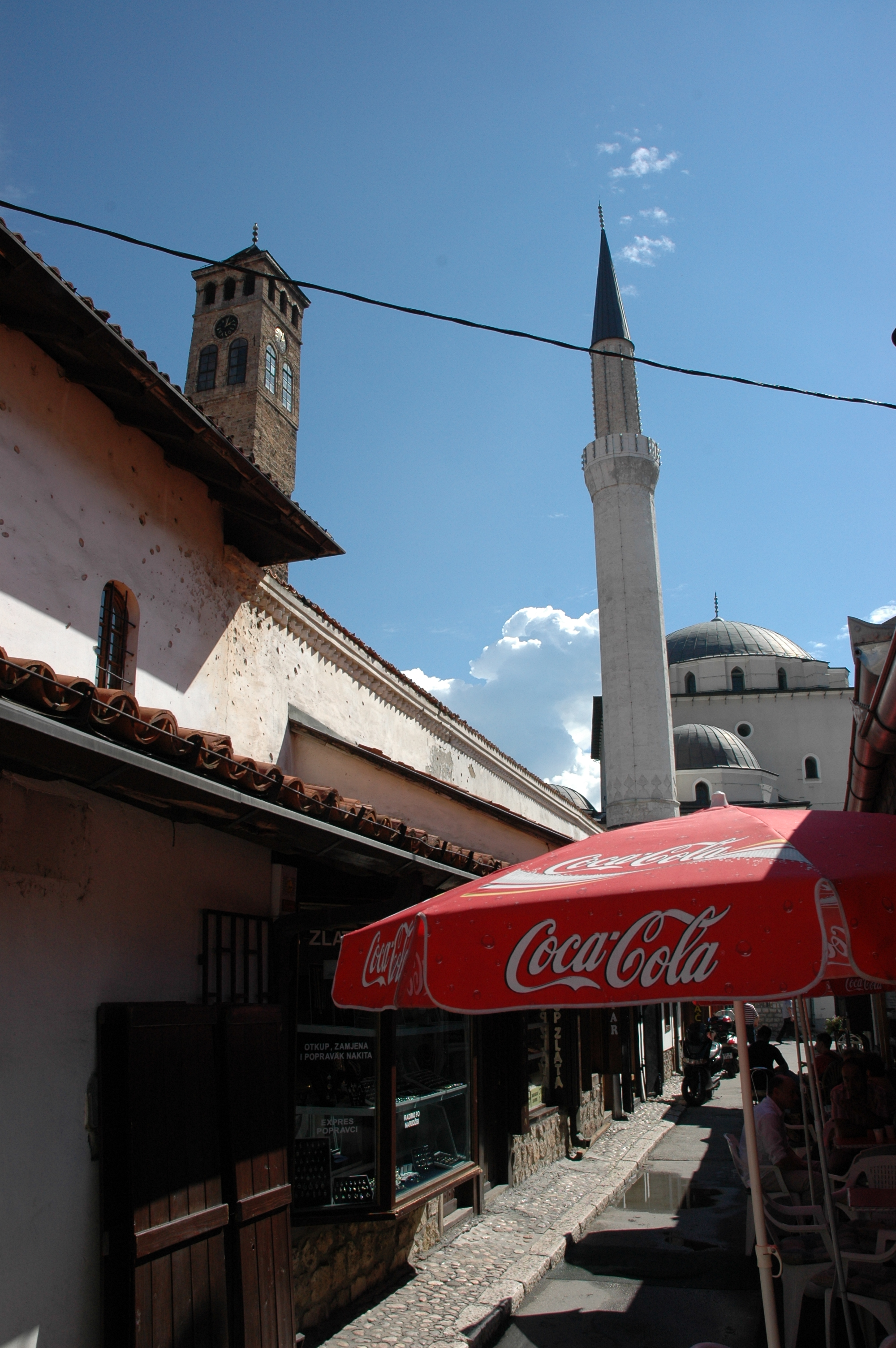
Un campanar catòlic (o torre de rellotge d'origen turc) i un minaret musulmà, dues religions i cultures que conviuen a Sarajevo

Els arqueòlegs estan d'acord a dir que l'indret de Sarajevo era ocupat per l'ésser humà des del Neolític, com ho testimonien els atuells Butmir trobats en el moment de la construcció d'una escola el 1893.
Hi ha diverses restes d'habitació prehistòrica: Butmir fou habitada en el neolític i té unes ceràmiques famoses. Altres restes es troben als pendents de Trebevic (especialment Debelo Brdo) i van subsistir fins als temps dels romans.
Diversos habitatges il·liris existien a la regió abans de la conquesta de Roma de l'any 9. Els il·liris que residien prop de Sarajevo pertanyien a la tribu dels daesitates, un grup guerrer que va ser l'últim a resistir-se a l'ocupació romana de l'emperador Tiberi. Durant l'ocupació romana, la ciutat Aquae Sulphurae existia sobre l'indret actual d'Ilidža, un barri perifèric de Sarajevo al sud-oest de la ciutat, on va estar estacionada la VIII Legio Augusta. Al final de l'Imperi Romà s'hi van instal·lar els ostrogots. El 535, tota la regió fou conquerida per Justinià I per l'Imperi Romà d'Orient. Al segle vii, s'hi van instal·lar tribus eslaves que al segle X van formar l'estat medieval de Bòsnia entre Sarajevo i Zenica. Un document del rei Bela IV d'Hongria de 1244 assenyala que el territori de la moderna Sarajevo era part de la zupa de Vrhbosna; els documents papals deixen constància de la construcció de la catedral de Sant Pere el 1238 a la ciutat. Els deixebles de sant Cirili i sant Metode van construir igualment una església a Vrelobosna.
En el transcurs de l'edat mitjana, Sarajevo forma part de la província bosniana de Vrhbosna (Cresta de Bòsnia), situada prop del centre tradicional del regne. S'esmenta el nom per primer cop el 1415 (quan s'esmenta l'enterrament del voivoda local Pavle Redenovic), tot i que una ciutat dita Vrhbosna existia ja abans; la localització exacta de Sarajevo en aquesta època és objecte de debats. Diversos documents fan constar una ciutat anomenada Tornik a la regió. Tanmateix, Tornik o Trgoviste sembla no ser més que un petit mercat veí d'un petit poble poc important per als mercaders ragusans. La ciutat mateix hauria estat fundada el 1429 i anomenada Bosna Saray ('Palau de Bòsnia').

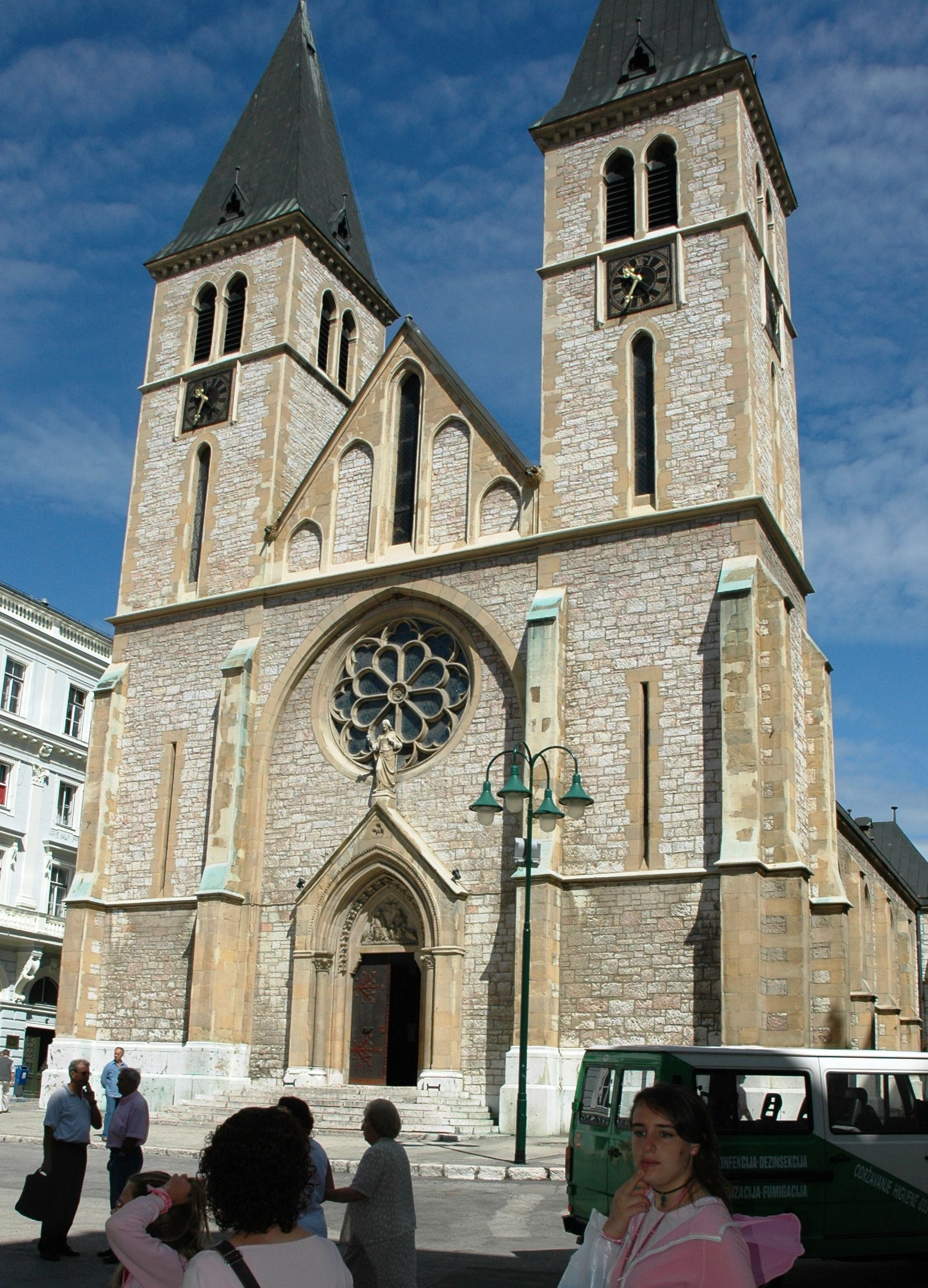
La catedral catòlica

Els otomans van ocupar la fortalesa d'Hodidjed en una data incerta (entre 1416 i 1428); aquesta fortalesa dominava la vall del Miljacka a dues hores de camí de Vrhbosna. El 1434 o 1435, els otomans van tornar a la fortalesa i s'hi van establir. Vers el 1438, s'hi va establir un governador que havia de controlar els petits dinastes locals -i en destaca la dinastia Pavlovic-, els quals pagaven tribut. La data de 1461 és generalment admesa com a any de creació de la ciutat, quan el primer governador otomà de Bòsnia, Isa-Beg Isakovic, va transformar un grup de pobles en ciutat i en capital d'estat, construint sobretot un mercat cobert, una mesquita, un bany públic, un hotel, i engrandint el palau destinat ara al soldà (Saray) que va donar a la ciutat el seu nom actual. La mesquita es va dir Carova Damija ('la mesquita del tsar') en honor del sultà Mehmed II. Gràcies a aquests edificis, Sarajevo va ser ràpidament la major ciutat de la regió. El 1463, els otomans van conquerir tota Bòsnia i van executar al darrer sobirà, Stjepan Tomasevic. El governador otomà es va establir llavors a Vrhbosna (que va conservar el nom fins als inicis del segle xvi, que apareix a les fonts sota diverses variacions), embrió de Sarajevo.
Sarajevo floreix al segle xvi gràcies al constructor Gazi Husrev-beg, que construeix la majoria del que és avui la vella ciutat. Sarajevo es fa conèixer pels seus grans mercats i les seves nombroses mesquites, que eren un centenar cap a mitjans d'aquest segle. Cap a la fi del segle xvii, Sarajevo era la ciutat més important de l'Imperi Otomà després de Constantinoble. El 1660, s'estima que la seva població era de més de 80.000 habitants. En comparació, Belgrad tenia 12.963 habitants i Zagreb només 14.000 fins a 1851.
Els primers segles de domini otomà són, doncs, l'edat d'or de Sarajevo. Al segle xvi, tota la ciutat està pràcticament construïda. Al segle xvii ja no s'estén, però la població continua augmentant. Sarajevo era la segona ciutat més rica dels Balcans de l'oest després de Dubrovnik. Tanmateix, el segle xvi marca també el començament del declivi de l'Imperi Otomà, debilitat per la seva derrota a Viena.
No és una coincidència que el començament de la fi de l'era otomana en la història de Sarajevo comenci amb la fi de la Guerra austrootomana. De resultes de la derrota de Viena el 1683, la part occidental de l'imperi va ser objecte de nombrosos atacs. En un atac conduït pel príncep Eugeni de Savoia el setembre de 1697 contra l'Imperi Otomà, Sarajevo va ser saquejada i cremada. El conjunt de la ciutat va ser destruït exceptuant algun barri, algunes mesquites, i l'església ortodoxa. La seu del governador fou traslladada llavors a Travnik (fins a 1850).
El 1731-1732 i 1741 va patir epidèmies de pesta. El 1750, es va produir a Sarajevo l'esclat de la gran revolta contra la Porta dirigida des de 1752 per Mehmed Pasha Kukavica i per Ali Agha des de 1772. El 1762-1763, va patir una altra epidèmia de pesta i encara una altra el 1781-1782. La ciutat va sofrir també nombrosos incendis (1721, 1724, 1731, 1748, 1766, 1769, 1773, 1776, 1788 i 1797, els dos darrers els més devastadors), cosa que va fer que el 1801 la ciutat només tingués 60.000 habitants (la qual cosa era, no obstant això, molt més que la població de Nova York en aquell temps). El període de major anarquia fou de 1747 a 1757.

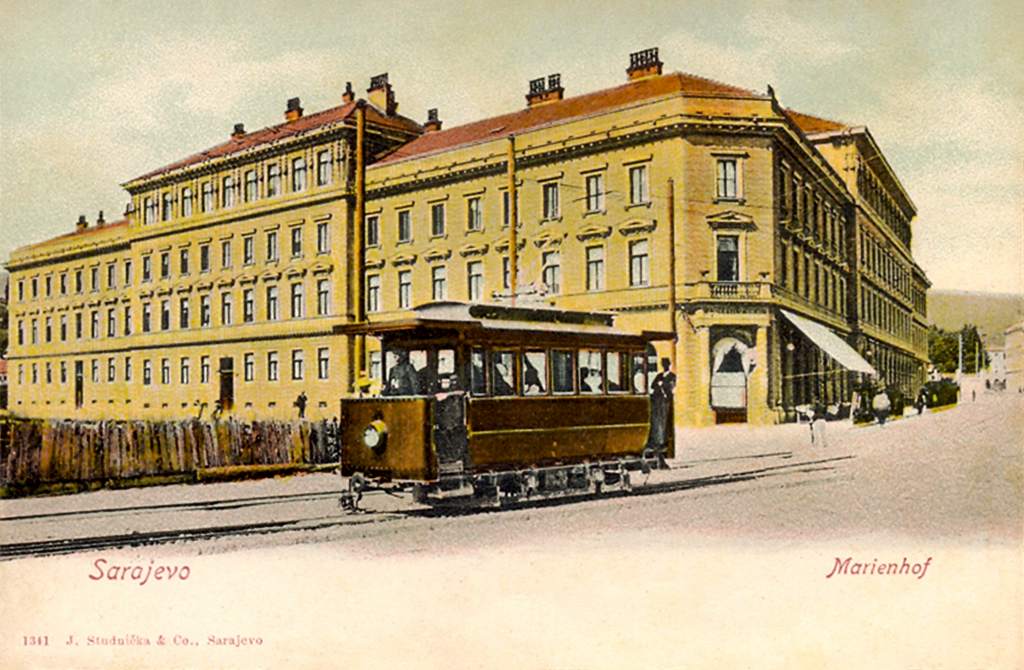
La primera línia de tramvies a Sarajevo el 1885. Àustria-Hongria escollia Sarajevo com a ciutat pionera en la construcció d'un tramvia que era revolucionari en aquells temps

La pesta va assolar la ciutat del 1813 al 1816. El 1814, va esclatar una nova revolta i el 1826 una de més important, però ambdues foren reprimides de manera brutal; el 1829, la repressió fou a càrrec de Djelaleddin Pasha, i tot seguit Abd al-Rahman Pasha. El 1831, va esclatar una nova revolta i l'àrea al voltant de la ciutat va ser teatre d'unes quantes batalles amb els rebels bosnians manats per Husein Gradaščević anomenat "Zmaj od Bosne" ('el drac de Bòsnia'). Avui, un carrer de ciutat essencial s'anomena Drac de Bòsnia en honor seu. La rebel·lió, tanmateix, fracassà i els otomans van controlar Bòsnia durant unes quantes dècades més. D'incendis, van afectar la ciutat el 1831, 1842 i 1852. Noves revoltes van esclatar el 1840 i 1848, també sense èxit. El 1850, la Porta va enviar Ömer Pasha -antic oficial austríac de nom originari Mihailo Latas abans de fer-se musulmà- (que era nadiu de la Krajina). El 1850 i 1851, va aplanar la resistència dels rebels bosnians. La capital va retornar a Sarajevo.
Però, finalment, el 1878, Bòsnia va ser ocupada per Àustria-Hongria d'acord amb el congrés de Berlín. Els arquitectes i enginyers que intentaven reconstruir Sarajevo com a capital europea moderna eren inesperadament ajudats per un foc que cremà una gran part de la ciutat central (čaršija). Això comportà barrejar els estils existents de la ciutat otomana restant i l'arquitectura occidental contemporània. L'incendi del 1879 fou força devastador.
Aquest període comportà un gran desenvolupament per a la ciutat gràcies al fet que el nou poder occidental aportava noves idees de l'edat victoriana. Diverses fàbriques i altres edificis foren construïts, i les institucions foren modernitzades. Per primera vegada en la seva història, la població de Sarajevo començava a escriure amb alfabet llatí. L'octubre de 1908, Àustria-Hongria annexionava formalment Bòsnia-Hercegovina. La població que el 1851 era el 72,23% musulmana, un 8,12% jueva, un 16,94% ortodoxa i un 1,14% catòlica (el 1879 69,45%, 9,74%, 17,52% i 3,26%) va passar el 1910 a ser un 35,57% musulmana, un 12,33% jueva, un 16,27% ortodoxa i un 34,51% catòlica.

### Primera Guerra mundial

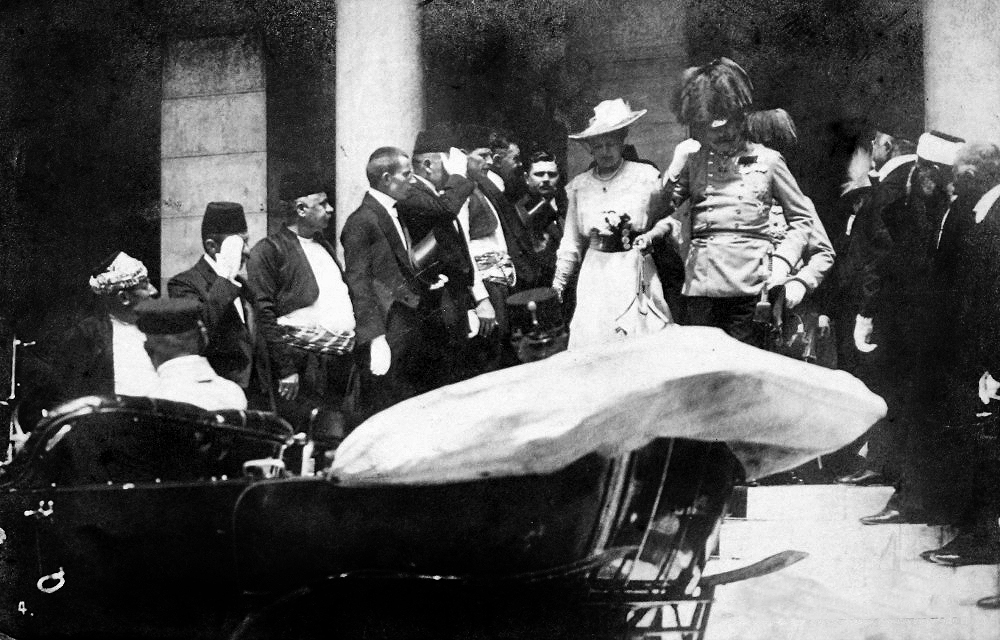
Moments abans de l'assassinat de Francesc Ferran d'Àustria

En l'esdeveniment que provocava la Primera Guerra mundial, l'arxiduc Francesc Ferran d'Àustria i la seva muller Sofia Chotek von Chotkowa eren assassinats a Sarajevo el 28 de juny de 1914 pel nacionalista serbi Gavrilo Princip. La violència contra els serbis empitjorava per tota la ciutat, encara que els líders religiosos bosnians instaven a la moderació i fins i tot personalment donaven refugi a algunes famílies sèrbies.
Després de la guerra, Sarajevo és integrada al Regne dels Serbis, Croats i Eslovens, després (1929) Regne de Iugoslàvia (el país dels eslaus del Sud), en tant que capital de la província o departament del Drina (Drinska Banovina o departament del Drina). La ciutat no es va beneficiar de la mateixa atenció o de la importància que havia conegut en el passat. Fora del que és avui el Banc Nacional de Bòsnia i Hercegovina, cap contribució significativa va ser realitzada durant el període d'entreguerres.

### Segona Guerra mundial
Durant la Segona Guerra Mundial, el regne estableix una defensa completament inadequada. De resultes d'un bombardeig alemany, Sarajevo va ser incorporada a l'estat titella nazi dels ústaixes. Una gran part de la població jueva de la ciutat va ser exterminada durant l'Holocaust i d'aquesta forma posava fi de manera tràgica a la important comunitat jueva de Sarajevo. El 1941, les atrocitats comeses pels ústaixes foren fortament condemnades per nombrosos ciutadans de Sarajevo.
La resistència de Sarajevo va ser conduïda per "Walter" Peric, partidari de l'Exèrcit Nacional d'Alliberament. La llegenda diu que quan un nou oficial alemany va ser designat a Sarajevo amb la tasca de trobar Walter, va demanar al seu subordinat que li ensenyés on era Walter. Aquest últim va portar l'oficial dalt d'un pujol dominant la ciutat i li va dir: "Veu la ciutat?. És Walter". Aquest va morir el dia de l'alliberament de Sarajevo, el 4 de juny de 1945, i esdevingué d'alguna manera el símbol de la ciutat.

### Era comunista
Després de la Segona Guerra mundial, Sarajevo esdevé la capital de la República Socialista de Bòsnia-Hercegovina dins de la República Federal Socialista de Iugoslàvia. Els comunistes van invertir àmpliament en la ciutat, construint nombrosos barris residencials en les municipalitats de Novi Grad i Novo Sarajevo, situades a l'oest de la vella ciutat. Van desenvolupar igualment la indústria de la ciutat i en van fer, una vegada més, una de les principals ciutats balcàniques. D'una població de 115.000 habitants en la postguerra, la ciutat va arribar a 213.092 habitants el 1961, passant de 250.000 el 1968, i bastant més de 300.000 el 1992 en la dissolució de Iugoslàvia, que amb la rodalia eren 429.672 habitants.
La consagració de Sarajevo sota l'era de la Iugoslàvia socialista va ser en el moment dels Jocs Olímpics d'Hivern de 1984. Sarajevo es va emportar els jocs davant Sapporo (Japó) i Falun-Göteborg (Suècia). Aquests jocs són considerats per a molts com els millors jocs olímpics d'hivern mai organitzats. Van anar seguits per una explosió del turisme, fent dels anys 1980 un dels millors decennis des de feia molt de temps. L'eufòria dels jocs i la bona situació econòmica semblaven ben allunyades del que llavors s'anava a desenvolupar.

### Guerra de Bòsnia
La història moderna de Sarajevo comença amb la declaració d'independència de Bòsnia i Hercegovina. La ciutat esdevé la capital del nou estat. Quan l'exèrcit de Iugoslàvia es va instal·lar a les muntanyes properes a Sarajevo, importants manifestacions per a la pau hi van tenir lloc. En una d'aquestes, una manifestant, anomenada Suada Dilberovic, va ser abatuda per un tirador no identificat.
Els tres anys que van seguir van fer de Sarajevo el centre del més llarg setge de la història militar moderna.

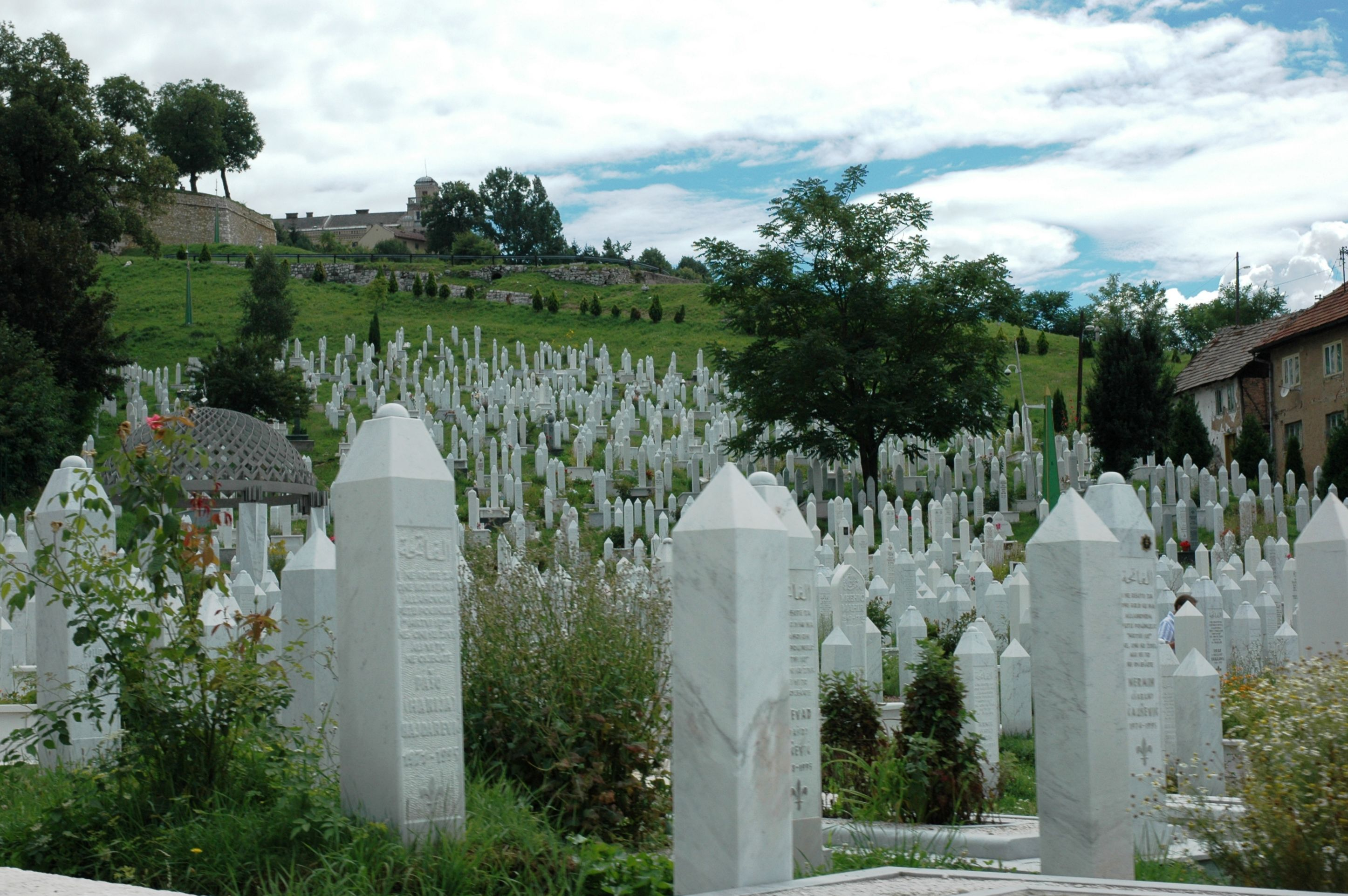
Cementiri musulmà

El 6 d'abril de 1992, Sarajevo va ser envoltada per les forces sèrbies. La guerra va durar fins a l'octubre del 1995. De mitjana, 329 obusos van caure sobre la ciutat cada dia, amb un rècord de 3.777 el 22 de juliol de 1993. La ciutat va ser privada d'electricitat, de calefacció, d'aigua i de medicaments. A conseqüència del setge, la població va baixar sensiblement.
Les estimacions que es fan són de 12.000 morts i 50.000 persones ferides, però en el transcurs dels tres anys que va durar el setge de la ciutat les forces sèrbies van ser incapaces de prendre la ciutat.
Els acords de Dayton posen fi al conflicte i al setge amb el restabliment de l'electricitat i del gas. El govern bosnià va declarar la fi oficial del setge el 29 de febrer de 1996.
La reconstrucció de Sarajevo va començar immediatament. Gairebé no va quedar cap casa sense ser malmesa en el transcurs del setge. Les ruïnes eren molt nombroses a la ciutat i els murs que quedaven eren crivellats de bales. Els pujols propers eren igualment minats.
El 2003, la majoria de la ciutat ja era reconstruïda, amb només algunes ruïnes visibles en el centre ciutat. Els immobles moderns i els gratacels han estat construïts des d'aleshores per tota la capital. La ciutat acull de nou nombrosos esdeveniments internacionals, com ara festivals de pel·lícules. A partir de 2014, sembla plausible una nova candidatura de Sarajevo per a acollir de nou els jocs olímpics d'hivern.

## Transports

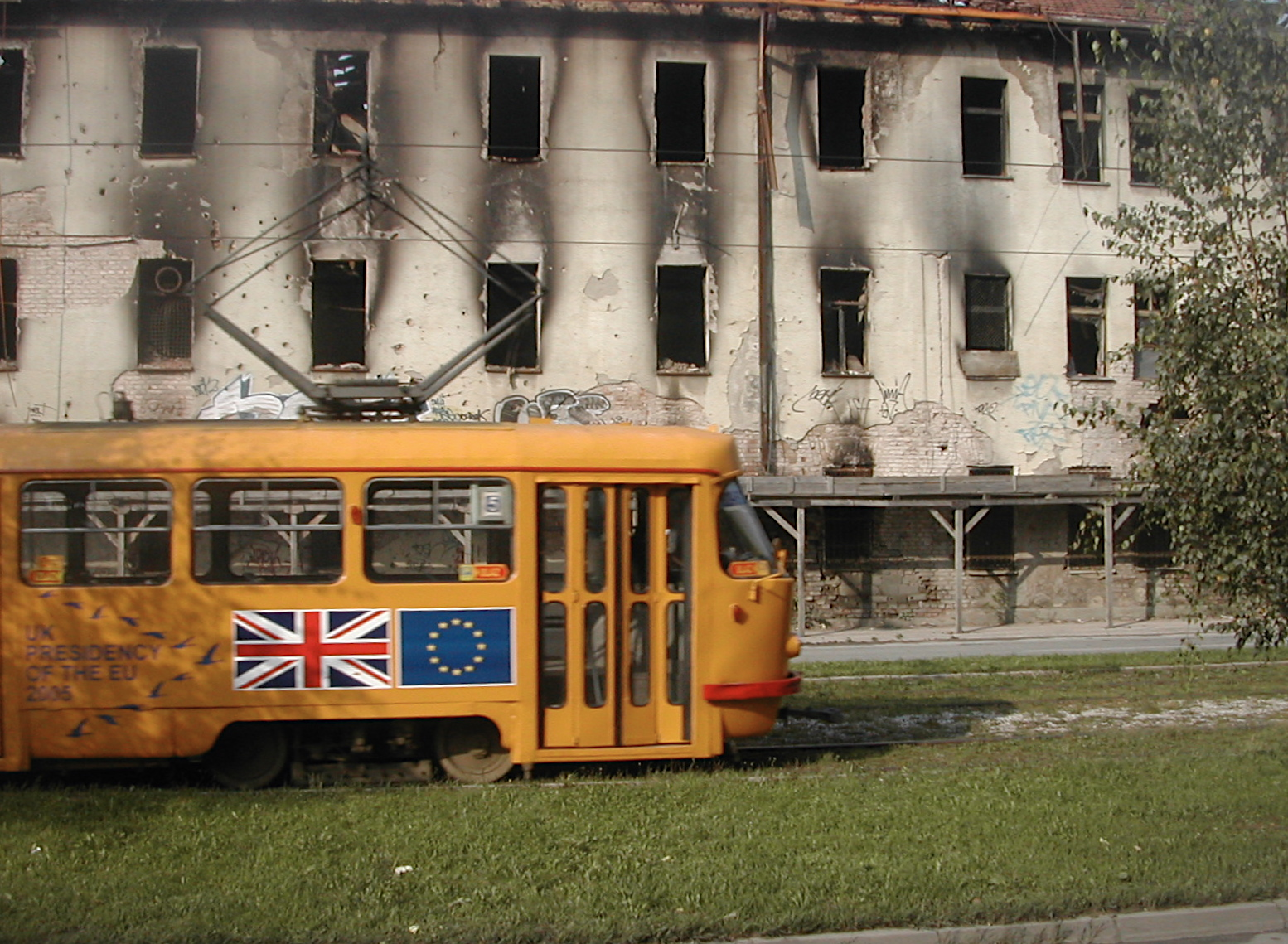
Tramvia donat per la UE davant d'un edifici cremat

S'utilitza àmpliament els transports en comú. Els principals mitjans de transport són el tramvia, el troleibús i els autobusos. Les primeres línies de tramvia a Europa van ser construïdes a Sarajevo l'any 1885 pel govern d'Àustria-Hongria. Actualment, la xarxa de tramvia s'estén sobre 16 quilòmetres de longitud.
A Sarajevo existeixen 7 línies de tramvia, 4 de troleibús i 9 d'autobús. En els últims anys de l'extinta Iugoslàvia es va pensar a construir un metro, que mai no va arribar a realitzar-se.
El ferrocarril sempre ha estat molt desenvolupat a Sarajevo. La principal estació de la ciutat està situada una mica al nord del centre de la ciutat.
L'aeroport internacional de Sarajevo (codificació AITA SJJ) està situat a alguns quilòmetres al sud-oest de la ciutat. Durant la guerra, l'aeroport va ser utilitzat pels avions de les Nacions Unides i de les organitzacions humanitàries. Des dels acords de Dayton signats el 1996, l'aeroport ha conegut un creixent desenvolupament.
Les dues grans artèries de la ciutat són Titova i Zmaj od Bosne. Una autopista que connecta la capital amb Budapest és en curs de modernització.

## Cultura

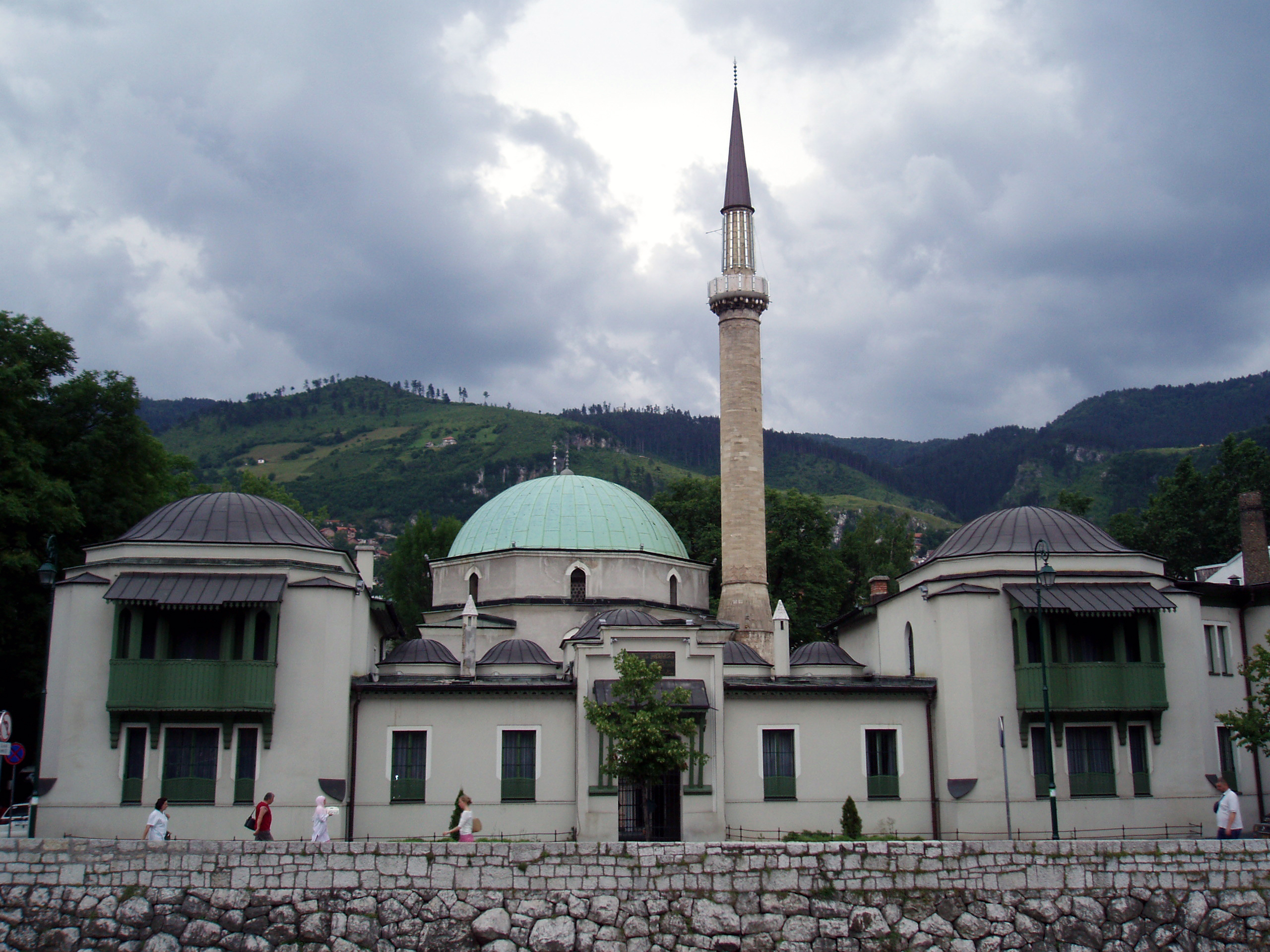
Mesquita de Careva

Sarajevo ha estat casa de moltes ètnies i religions diferents durant els segles, cosa que ha donat una gamma de cultures diverses a la ciutat. Bosnians musulmans, serbis ortodoxos, croats catòlics, jueus i eslovens, tots compartien la ciutat mentre mantenien identitats distintives.
La ciutat és rica en museus, com per exemle:
- el Museu de Sarajevo,
- el Museu d'Art Contemporani Ars Aevi,
- el Museu Nacional de Bòsnia i Hercegovina, creat el 1888, en el qual es trobava l'Hagadà de Sarajevo, actualment guardada al Banc Nacional de Bòsnia i Hercegovina.
- el Museu Històric de Bòsnia i Hercegovina, i
- el Museu d'Arts de Literatura i Teatre de Bòsnia i Hercegovina.

Altres centres culturals que ofereix:

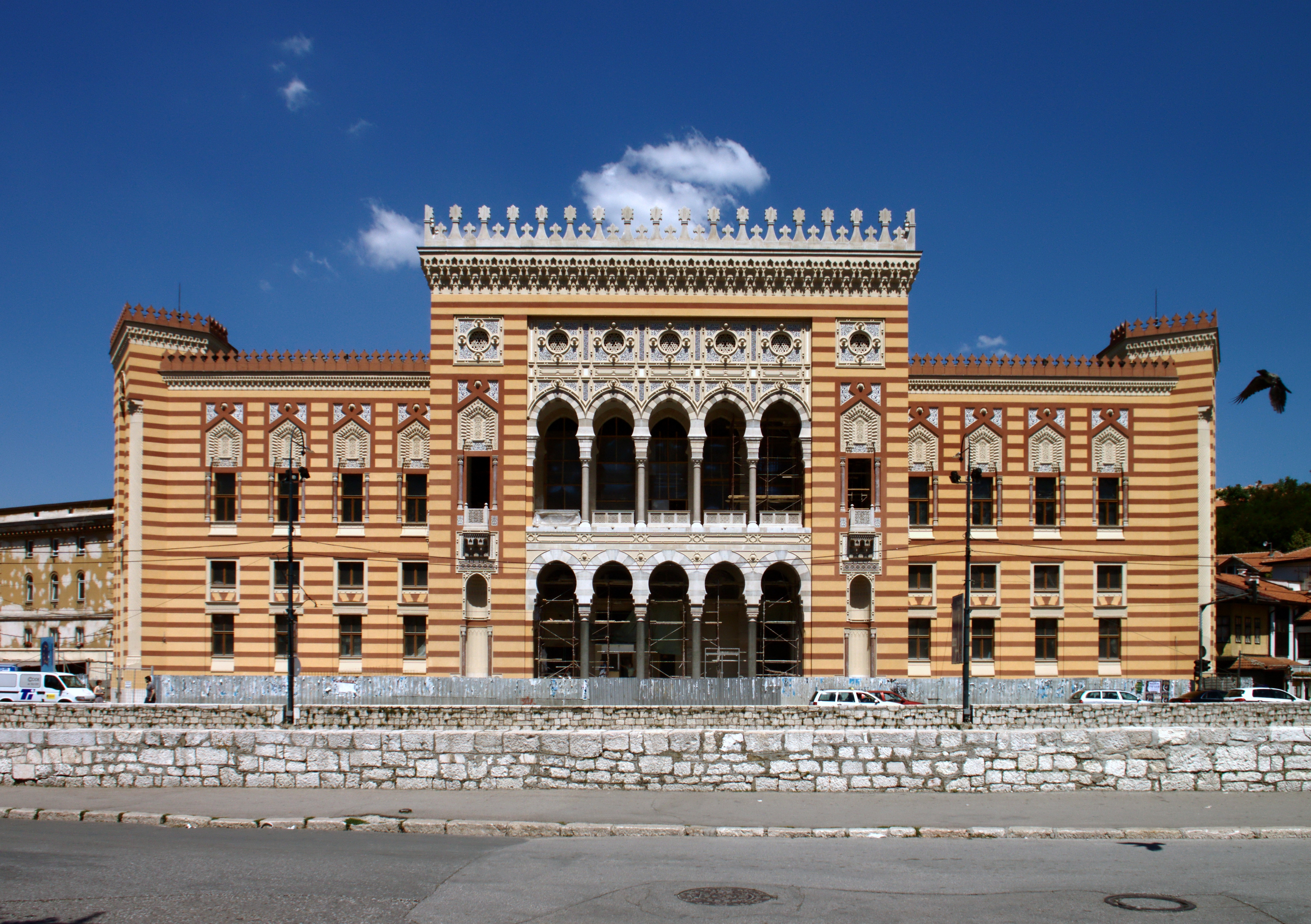
Biblioteca de la ciutat de Sarajevo

- el Teatre Nacional de Sarajevo, el teatre professional més antic de Bòsnia i Hercegovina, establert el 1921,[2]
- el Teatre de Joventut de Sarajevo,
- el Centre per a la Cultura de Sarajevo,
- la Biblioteca de la Ciutat de Sarajevo,
- la Galeria d'Art de Bòsnia i Hercegovina, i
- l'Institut Bosnià, un recull de biblioteca i art privat que se centra en la història bosniana.

Històricament, Sarajevo va acollir molts poetes famosos i pensadors durant l'Imperi Otomà.
Vladimir Prelog, guanyador del premi Nobel de Química és de la ciutat, així com Danis Tanovic, director de cinema, guanyador d'un Oscar per la pel·lícula Ničija zemlja. També, el guanyador del premi Nobel de Literatura Ivo Andric va passar gran part de la seva vida a Sarajevo.

## Personatges destacats
- Jovan Divjak, general que va organitzar la defensa de la ciutat durant el setge de Sarajevo.
- Dragan Đokanović, polític.
- Šejla Kamerić, artista.

## Ciutats agermanades[calcitació]
Sarajevo ha contret diversos agermanaments:
| - Amsterdam (Països Baixos) - Ankara (Turquia) - Bakú (Azerbaidjan) - Barcelona (Catalunya, 1996) - Budapest (Hongria) - Bursa (Turquia) - Calgary (Canadà) - Collegno (Itàlia) - Coventry (Regne Unit) - Dayton (Estats Units) - Dubrovnik (Croàcia) - Estocolm (Suècia) - Ferrara (Itàlia) - Friedrichshafen (Alemanya) | - Innsbruck (Àustria) - Istanbul (Turquia) - al-Kuwait (Kuwait) - Magdeburg (Alemanya) - Nàpols (Itàlia) - Sabadell (Catalunya, 1985) - Serre Chevalier (França) - Tianjin (Xina) - Tirana (Albània) - Tlemcen (Algèria) - Trípoli (Líbia) - Venècia (Itàlia) - Wolfsburg (Alemanya) - Zagreb (Croàcia) |